# Doddabeeranahalli, Challakere
Doddabeeranahalli là một làng thuộc tehsil Challakere, huyện Chitradurga, bang Karnataka, Ấn Độ.